# Coupe arabe des nations de football 1998
Navigation
Syrie 1992 Koweït 2002
La Coupe arabe des nations 1998 est la 7e édition de la Coupe arabe de football. La capitale du Qatar, Doha, a accueilli la compétition. L'Arabie saoudite a remporté le tournoi pour la première fois.

## Équipes participantes
- Qualifications automatiques:

 Qatar (Pays hote)
 Égypte U21 (Champion en titre)
 Maroc Ol. (Qualifié pour la coupe du monde)
 Arabie saoudite (Qualifié pour la coupe du monde)
- Zone 1 (région du golfe):

 Koweït
 Émirats arabes unis
- Zone 2 (Mer Rouge):

 Soudan
- Zone 3 (Afrique du Nord):

 Algérie Ol.
 Libye
- Zone 4 (région Est):

 Liban
 Jordanie
 Syrie

## Villes et stades
| Ville | Stades                         | Capacité |
| ----- | ------------------------------ | -------- |
| Doha  | Stade international de Khalifa | 40,000   |
| Doha  | Stade Jassim-bin-Hamad         | 13,000   |

## Phase finale

### Phase de groupes

#### Groupe A
| Équipe   | J | V | N | D | BP | BC | Dif | Pts |
| -------- | - | - | - | - | -- | -- | --- | --- |
| Qatar    | 2 | 2 | 0 | 0 | 4  | 1  | +3  | 6   |
| Jordanie | 2 | 1 | 0 | 1 | 2  | 3  | −1  | 3   |
| Libye    | 2 | 0 | 0 | 2 | 2  | 4  | −2  | 0   |

| 22 septembre 1998 | Qatar                    | 2–1 | Libye       | Stade Jassim-bin-Hamad, Doha                    |                                                 |
|                   | Khamis 44e · Mustafa 49e |     | Ramadan 43e | Spectateurs : 20,000 Arbitrage : Mohamed Koussa | Spectateurs : 20,000 Arbitrage : Mohamed Koussa |

| 24 septembre 1998 | Libye        | 1–2 | Jordanie                | Stade Jassim-bin-Hamad, Doha                |                                             |
|                   | El-Masli 61e |     | Al-Sheikh 36e · Ali 64e | Spectateurs : 4,000 Arbitrage : Salah Ahmed | Spectateurs : 4,000 Arbitrage : Salah Ahmed |

| 26 septembre 1998 | Qatar                    | 2–0 | Jordanie | Stade Jassim-bin-Hamad, Doha                  |                                               |
|                   | Mustafa 17e · Khamis 69e |     |          | Spectateurs : 20,000 Arbitrage : Qassem Hamza | Spectateurs : 20,000 Arbitrage : Qassem Hamza |

#### Groupe B
| Équipe     | J | V | N | D | BP | BC | Dif | Pts |
| ---------- | - | - | - | - | -- | -- | --- | --- |
| Koweït     | 2 | 2 | 0 | 0 | 8  | 1  | +7  | 6   |
| Égypte U21 | 2 | 1 | 0 | 1 | 3  | 5  | −2  | 3   |
| Syrie      | 2 | 0 | 0 | 2 | 1  | 6  | −5  | 0   |

| 22 septembre 1998 | Égypte U21                 | 2–1 | Syrie        | Stade Jassim-bin-Hamad, Doha                   |                                                |
|                   | Rajab 37e · Al-Doumani 44e |     | Mahmalji 67e | Spectateurs : 15,000 Arbitrage : Hicham Guirat | Spectateurs : 15,000 Arbitrage : Hicham Guirat |

|  | Égypte U21     | 1–4 | Koweït                                                       | Stade Jassim-bin-Hamad, Doha                   |                                                |
|  | Al-Doumani 25e |     | Al-Huwaidi 4e · Mubarak 19e · Haji 85e (pen.) · Abdullah 90e | Spectateurs : 15,000 Arbitrage : Hicham Guirat | Spectateurs : 15,000 Arbitrage : Hicham Guirat |

| 26 septembre 1998 | Koweït                                                    | 4–0 | Syrie | Stade Jassim-bin-Hamad, Doha                |                                             |
|                   | Al-Huwaidi 10e · Abdullah 23e · Al-Saleh 35e · Bakhit 57e |     |       | Spectateurs : 7,000 Arbitrage : Salah Ahmed | Spectateurs : 7,000 Arbitrage : Salah Ahmed |

#### Groupe C
| Équipe              | J | V | N | D | BP | BC | Dif | Pts |
| ------------------- | - | - | - | - | -- | -- | --- | --- |
| Émirats arabes unis | 2 | 1 | 0 | 1 | 4  | 2  | +2  | 3   |
| Maroc Ol.           | 2 | 1 | 0 | 1 | 2  | 2  | 0   | 3   |
| Soudan              | 2 | 1 | 0 | 1 | 3  | 5  | −2  | 3   |

| 23 septembre 1998 | Maroc Ol.   | 1–0 | Émirats arabes unis | Stade Jassim-bin-Hamad, Doha                 |                                              |
|                   | Termina 86e |     |                     | Spectateurs : 5,000 Arbitrage : Qassem Hamza | Spectateurs : 5,000 Arbitrage : Qassem Hamza |

| 25 septembre 1998 | Maroc Ol.    | 1–2 | Soudan       | Stade Jassim-bin-Hamad, Doha                  |                                               |
|                   | Sektioui 25e |     | Anas 42e 45e | Spectateurs : 13,000 Arbitrage : Qassem Hamza | Spectateurs : 13,000 Arbitrage : Qassem Hamza |

| 27 septembre 1998 | Émirats arabes unis                                       | 4–1 | Soudan    | Stade Jassim-bin-Hamad, Doha                     |                                                  |
|                   | Saeed 13e · Obaid 83e (pen.) 88e (pen.) · Hassan (en) 90e |     | Jafar 68e | Spectateurs : 15,000 Arbitrage : Omar Al-Mehanna | Spectateurs : 15,000 Arbitrage : Omar Al-Mehanna |

#### Groupe D
| Équipe          | J | V | N | D | BP | BC | Dif | Pts |
| --------------- | - | - | - | - | -- | -- | --- | --- |
| Arabie saoudite | 2 | 2 | 0 | 0 | 7  | 1  | +6  | 6   |
| Liban           | 2 | 0 | 1 | 1 | 1  | 4  | −3  | 1   |
| Algérie Ol.     | 2 | 0 | 1 | 1 | 0  | 3  | −3  | 1   |

| 23 septembre 1998 | Algérie Ol. | 0–0 | Liban | Stade Jassim-bin-Hamad, Doha                  |
|                   |             |     |       | Spectateurs : 5,000 Arbitrage : Juma'a Al-Ali |

|  | Arabie saoudite                    | 3–0 | Algérie Ol. | Stade Jassim-bin-Hamad, Doha                        |                                                     |
|  | Al-Dosari 8e 90e · Al-Shahrani 54e |     |             | Spectateurs : 10,000 Arbitrage : Abdulaziz Al-Mulla | Spectateurs : 10,000 Arbitrage : Abdulaziz Al-Mulla |

|  | Arabie saoudite                       | 4–1 | Liban         | Stade Jassim-bin-Hamad, Doha                   |                                                |
|  | Al-Dosari 28e 38e 77e · Al-Temyat 82e |     | Al-Indari 88e | Spectateurs : 13,000 Arbitrage : Juma'a Al-Ali | Spectateurs : 13,000 Arbitrage : Juma'a Al-Ali |

### Phase à élimination directe
|  | Demi-finale         | Demi-finale         |                        |   | Finale           | Finale           |
|  | Demi-finale         | Demi-finale         |                        |   | Finale           | Finale           |
|  |                     |                     |                        |   |                  |                  |
|  | 29 septembre / Doha | 29 septembre / Doha |                        |   | 1 octobre / Doha | 1 octobre / Doha |
|  | 29 septembre / Doha | 29 septembre / Doha |                        |   | 1 octobre / Doha | 1 octobre / Doha |
|  | Arabie saoudite     | 2                   |                        |   | 1 octobre / Doha | 1 octobre / Doha |
|  | Arabie saoudite     | 2                   |                        |   | 1 octobre / Doha | 1 octobre / Doha |
|  | Koweït              | 1                   |                        |   | 1 octobre / Doha | 1 octobre / Doha |
|  | Koweït              | 1                   | Arabie saoudite        | 3 |                  |                  |
|  | 29 septembre / Doha |                     | Arabie saoudite        | 3 |                  |                  |
|  |                     | Qatar               | 1                      |   |                  |                  |
|  | Qatar               | Qatar               | 1                      | 2 |                  |                  |
|  | Qatar               |                     |                        | 2 |                  |                  |
|  | Émirats arabes unis | 1                   |                        |   |                  |                  |
|  | Émirats arabes unis | 1                   | Match pour la 3e place |   |                  |                  |
|  |                     |                     |                        |   |                  |                  |
|  | 1 octobre / Doha    |                     |                        |   |                  |                  |
|  |                     |                     |                        |   |                  |                  |
|  | Koweït              | 4                   |                        |   |                  |                  |
|  | Koweït              | 4                   |                        |   |                  |                  |
|  | Émirats arabes unis | 1                   |                        |   |                  |                  |
|  | Émirats arabes unis | 1                   |                        |   |                  |                  |

#### Demi finales
| 29 septembre 1998 | Arabie saoudite                 | 2–1 | Koweït      | Stade Jassim-bin-Hamad, Doha                   |                                                |
|                   | Al-Thuniyan 65e · Al Temawi 79e |     | Youssouf 3e | Spectateurs : 20,000 Arbitrage : Hicham Guirat | Spectateurs : 20,000 Arbitrage : Hicham Guirat |

| 29 septembre 1998 | Qatar                     | 2–1 | Émirats arabes unis | Stade Jassim-bin-Hamad, Doha                    |                                                 |
|                   | Nazmi 65e · Al-Kowari 75e |     | Hassan (en) 60e     | Spectateurs : 20,000 Arbitrage : Mohamed Koussa | Spectateurs : 20,000 Arbitrage : Mohamed Koussa |

#### Match pour la troisième place
| 1 octobre 1998 | Koweït                                 | 4–1 | Émirats arabes unis | Stade international de Khalifa, Doha            |                                                 |
|                | Haji 41e (pen.) · Abdullah 67e 87e 90e |     | Ali 26e             | Spectateurs : 25,000 Arbitrage : Mourad Bendada | Spectateurs : 25,000 Arbitrage : Mourad Bendada |

#### Finale
| 1 octobre 1998 | Arabie saoudite       | 3–1 | Qatar       | Stade international de Khalifa, Doha           |                                                |
|                | Al-Dosari 28e 49e 64e |     | Mustafa 82e | Spectateurs : 25,000 Arbitrage : Hicham Guirat | Spectateurs : 25,000 Arbitrage : Hicham Guirat |

## Vainqueur
| Vainqueur de la Coupe arabe des nations de football 1998 Arabie saoudite 1er titre |

## Récompenses
Meilleur buteur
- Obeid al-Dosari (8 buts)

Meilleurs joueurs
- Bader Haji
- Mubarak Mustafa

Meilleur gardien de but
- Mohammed al-Deayea